# Список Народных героев Югославии/Ю
В настоящем списке в алфавитном порядке представлены все Народные герои Югославии, чьи фамилии начинаются с буквы «Ю» (всего 4 человека). В списке указаны даты присвоения звания и даты жизни Героев.
- Серым цветом в таблице выделены Герои, награждённые орденом Народного героя посмертно.

## Список Народных героев Югославии, фамилии которых начинаются с «Ю»
| № п/п | Фото | Фамилия, Имя     | Дата присвоения звания | Годы жизни                        |
| ----- | ---- | ---------------- | ---------------------- | --------------------------------- |
| 1297  |      | Югович, Радислав | 20 декабря 1951        | 1915 — июль 1943                  |
| 1298  |      | Южна, Мартин     | 27 ноября 1953         | 9 ноября 1919 — 29 июня 1943      |
| 1299  |      | Юревич, Анте     | 27 ноября 1953         | 1913—1994                         |
| 1300  |      | Ютриша, Йосип    | 9 февраля 1953         | 18 февраля 1920 — 30 декабря 1944 |